# 소닉 오리진스
《소닉 오리진스》는 세가가 발매한 플랫폼 게임 합본이다. 《소닉 더 헤지혹》 시리즈의 메가 드라이브와 메가 CD로 출시된 첫 네 개의 게임들, 즉 《소닉 더 헤지혹 (1991)》, 《소닉 더 헤지혹 2 (1992)》, 《소닉 더 헤지혹 CD (1993)》와 《소닉 3 & 너클즈 (1994)》를 리마스터해 수록했다. 수록된 게임들 모두 원작 그대로 플레이하거나 새 와이드스크린을 적용하고 목숨을 삭제한 새로운 모드로 플레이할 수 있다. 그 외 다양한 게임 모드 및 달성목표, 그리고 진행상황에 따라 내용이 해금되는 박물관 기능이 있다.
《소닉 오리진스》는 2020년 영화 《수퍼 소닉》이 개봉한 후부더 개발이 논의됐다. 새로운 플레이어층을 끌어들이기 위해 소닉 팀의 대표 이이즈카 타카시는 현대 게임기에 오래된 《소닉 더 헤지혹》 게임들을 이식하고자 했다. 주개발은 세가에서 《소닉 매니아 (2017)》에 참가한 사이먼 쏜리가 주도했다. 《소닉 더 헤지혹 3》의 음악 일부는 세노우에 준가 작곡한 음악으로 교체됐다.
2022년 6월 23일, 시리즈 31주년을 기념해 닌텐도 스위치, 플레이스테이션 4, 플레이스테이션 5, 마이크로소프트 윈도우, 엑스박스 원 및 엑스박스 시리즈 X/S 플랫폼으로 전세계에 동시발매됐다. 출시 후 게임 내 편의기능과 강화된 그래픽으로 언론으로부터 대체적인 호응을 얻었으나, 합본에 존재하는 유료 다운로드 가능 컨텐츠와 원작에 존재하지 않는 버그가 비판을 받았다. 2023년 6월 23일, 새 플레이어 캐릭터를 추가하고 게임 기어 게임 12종을 추가한 확장판 《소닉 오리진스 플러스》가 실물판과 DLC로서 발매됐다. 

## 반응
리뷰 애그리게이터 웹사이트 메타크리틱에서 《소닉 오리진스》는 출시 플랫폼마다 "복합적 및 긍정적인 평가"를 받았다.

## 참조

### 내용주
1. ↑  본 합본에 수록된 게임 원작들은 소닉 팀(소닉 더 헤지혹), 소닉 테크니컬 인스티튜트(소닉 더 헤지혹 2 및 소닉 3 & 너클즈)와 세가(소닉 더 헤지혹 CD)가 개발했다. 리마스터판은 크리스천 화이트헤드와 헤드캐논이 개발했다.[1]
2. ↑  영어: Sonic Origins, 일본어: ソニックオリジンズ
3. ↑  영어: Sonic Origins Plus